# Зимонич, Ненад
Не́над Зи́монич (серб. Ненад Зимоњић; родился 4 июня 1976 года в Белграде, СФРЮ) — сербский профессиональный теннисист и теннисный тренер, бывшая первая ракетка мира в парном разряде. Восьмикратный победитель турниров Большого шлема (трижды — в мужской паре; пять раз — в миксте); двукратный победитель Итогового турнира ATP (2008, 2010) в парном разряде; победитель 54 турниров ATP в парном разряде; обладатель Кубка Дэвиса (2010) и Командного кубка мира (2009, 2012) в составе национальной сборной Сербии.

## Общая биография
Родился в семье Мирко и Невенки Зимонич; есть старший брат — Игорь. В детстве Ненад активно занимался спортом (баскетбол, бег, гандбол, футбол). В теннис начал играть в девять лет. Кумирами в мире спорта были Майкл Джордан и Карл Льюис.
С 2008 года женат на Мине Кнежевич. В тот же год у пары родились близнецы Леон и Луна.

## Спортивная карьера

### Начало карьеры (первый Большой шлем в миксте и финал на Уимблдоне в мужских парах)
Первую игру на взрослом уровне Зимонич сыграл в 1992 году на «сателлите» в Румынии, а первые титулы на турнирах системы ITF завоевал в 1994. Дебют в составе национальной команды в Кубке Дэвиса состоялся в 1995 году в 18 лет. Первые победы на турнирах серии «челленджер» пришли в 1998 году (один в одиночном и пять в парном разряде). В том же году Зимонич впервые сыграл в основных соревнованиях ATP-тура в парном разряде (в одиночном впервые сыграл в основной сетке в 1999 году). Он не добивался значительных успехов в одиночном разряде (лучший рейтинг в марте 1999 года — 176-е место) и постепенно сосредоточился на играх в паре. В январе 1999 года он дебютировал на турнирах соревнованиях серии Большого шлема, сыграв в паре с румыном Дину Пескариу. В феврале удалось войти в топ-100 парного рейтинга, а в мае в паре с Максом Мирным выиграл первый титул в туре — на турнире в Делрей-Бич. Летом Зимонич через квалификацию пробился в одиночную сетку Уимблдонского турнира (один из двух турниров Большого шлема в основе одиночного разряда), где смог выйти в третий раунд.
В марте 2000 года Зимонич повторил успех на турнире в Делрей-Бич, взяв титул уже на харде в паре с Брайаном Макфи. В августе он смог выиграть одиночный «челленджер» в Бразилии. Осенью в парном рейтинге стал входить уже в топ-50 и смог выиграть третий титул в туре — в дуэте с Кафельниковым на турнире в Вене. На Открытом чемпионате Австралии 2001 выступил в дуэте с Уэйном Артурсом и они сумели дойти до полуфинала. В феврале Зимонич выиграл одиночный «челленджер» во Франции. К апрелю, добившись стабильных результатов в парном рейтинге удалось подняться в топ-20. В октябре он добился победы на турнире в Лионе, сыграв в команде с Даниэлем Нестором. За 2002 год удалось выиграть один титул — в феврале на турнире в Мемфисе (с Макфи).
В марте 2003 года Зимонич в третий раз выиграл в Делрей-Бич (на этот раз с Леандером Паесом. Следующий титул он взял в октябре в Санкт-Петербурге в паре с Юлианом Ноулом. В 2004 году Зимонич смог выйти на новый уровень. В январе он выиграл первый турнир Большого шлема, взяв Открытый чемпионат Австралии в смешанном парном разряде в альянсе с Еленой Бовиной. В феврале он выиграл последний в карьере титул в одиночном разряде, победив на «челленджер» в Белграде. В апреле Зимоничу удалось выиграть первый турнир серии Мастерс в паре с Тимом Хенменом в Монте-Карло. На Уимблдонском турнире он сыграл в команде с Юлианом Ноулом и их пара смогла выйти в финал, где в четырёх сетах уступили лучшей паре мира, Йонасу Бьоркману и Тодду Вудбриджу.

### 2005—2008 (титул на Уимблдоне, два Больших шлема в миксте и № 1 в парном теннисе)

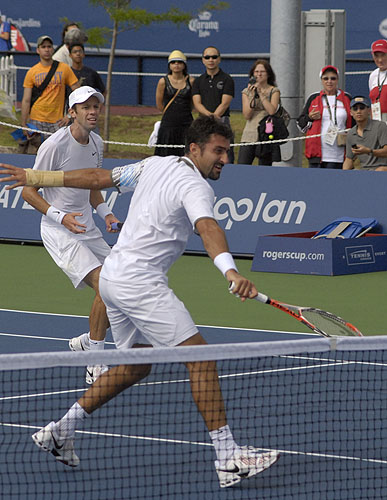
Зимонич (впереди) и Нестор на Мастерсе в Торонто 2008 года

В апреле 2005 года Зимонич второй год подряд стал чемпионом Мастерса в Монте-Карло (на этот раз с Паесом). Затем они взяли ещё один парный трофей на турнире в Барселоне (10-й титул в туре для Зимонича). На Ролан Гаррос и Уимблдоне они доиграли до четвертьфинала. На Открытом чемпионате США Зимонич в партнёрстве с Катариной Среботник смог выйти в финал в миксте. В концовке сезона он впервые сыграл на Итоговом турнире ATP, где в паре с Паесом смог сыграть в финале.
С 2006 года постоянным партнёром Зимонича стал француз Фабрис Санторо. На втором совместном турнире — в Сиднее они выиграли титул. В апреле они достигли финала Мастерса в Монте-Карло. На Открытом чемпионате Франции Зимонич выиграл второй в карьере титул Большого шлема в миксте, победив со Среботник. В июне Зимонич и Санторо смогли выиграть титул на травяном турнире в Халле. После этого серб и француз смогли выйти в финал Уимблдонского турнира, где были обыграны Бобом и Майком Брайанами со счётом 3:6, 6:4, 4:6, 2:6. Осенью Зимонич и Санторо выиграли Кубок Кремля в Москве, а на Мастерсе в Париже доиграли до финала.
На старте сезона 2007 года Зимонич впервые в карьере поднялся в первую десятку парного рейтинга. На Открытом чемпионате Австралии результат пары Зимонич и Санторо был четвертьфинал. В марте 2007 года Санторо и Зимонич выиграли парный титул в Дубае. В мае они одержали совместную победу на Мастерсе в Риме, а на Открытом чемпионате Франции вышли в полуфинал. Также в 1/2 финала они попали и на Уимблдонском турнире. На Ролан Гаррос Зимонич оказался в шаге от защиты титула в миксте. В паре со Среботник он проиграл Натали Деши и Энди Раму. В августе серб смог выиграть турнир в Нью-Хейвене в дуэте с Махешом Бхупати и переместился в топ-5. С октября постоянным партнёром стал Даниэль Нестор, с которым Зимонич добился в будущем высоких результатов. Под конец 2007 года они смогли выиграть турнир в Санкт-Петербурге и выйти в финал Мастерса в Париже.
Сотрудничество Зимонича и Нестора продолжилось в 2008 году и они смогли стать лидерами парного тенниса. Также с этого года серб оставил попытки играть одиночные соревнования и далее в карьере выступал индивидуально лишь эпизодически. В начале сезона они ещё не смогли набрать оптимальную форму и на Открытом чемпионате Австралии дошли до четвертьфинала. Зато в миксте Зимонич выиграл в Мельбурне уже третий титул Большого шлема, взяв его в команде с Сунь Тяньтянь. В марте пара Зимонич и Нестор смогла выйти в финал Мастерса в Индиан-Уэллсе. В мае начался отрезок, когда на шести турнирах подряд они отметились выходом в финал. Зимонич и Нестор начали серию с выхода в финал Мастерса в Риме, где проиграли братьям Брайанам. Затем на Мастерсе в Гамбурге они смогли взять реванш и обыграть Брайанов в финале. На Открытом чемпионате Франции они достаточно уверенно добрались до финала и были фаворитами, однако неожиданно в двух сетах проиграли южноамериканцам Пабло Куэвасу и Луису Орна. В миксте Зимонич третий год подряд сыграл в финале на Ролан Гаррос в дуэте с Катариной Среботник и второй раз подряд они не смогли победить в решающем матче.
Июньский отрезок сезона 2008 года на траве Зимонич и Нестор провели без поражений. Сначала они выиграли турнир в Лондоне, а затем смогли победить на Уимблдонском турнире. В финале они одолели Йонаса Бьоркмана и Кевина Ульетта — 7:6(12), 6:7(3), 6:3, 6:3. Для Зимонича эта победа стала первой в карьере на Больших шлемах в мужских парах. С началом североамериканской серии турниров на харде Зимонич и Нестор выиграли Мастерс в Торонто, завершив серию из шести финалов подряд. Далее до конца сезона они не выходили в финал, однако на Итоговом турнире смогли одержать победу, выиграв все пять матчей, в том числе и в финале у Боба и Майка Брайана — 7:6(3), 6:2. Эта победа позволила Зимоничу переместиться с третьего на первое место в парном рейтинге и впервые в карьере стать первой ракеткой мира в парах. За 2008 год Зимонич и Нестор пробились в финал девяти турниров и выиграли пять из них, в том числе на Большом шлеме, Итоговом турнире и двух Мастерсах.

### 2009—2012 (три титула Большого шлема, вторая победа на Итоговом турнире и выигрыш Кубка Дэвиса)

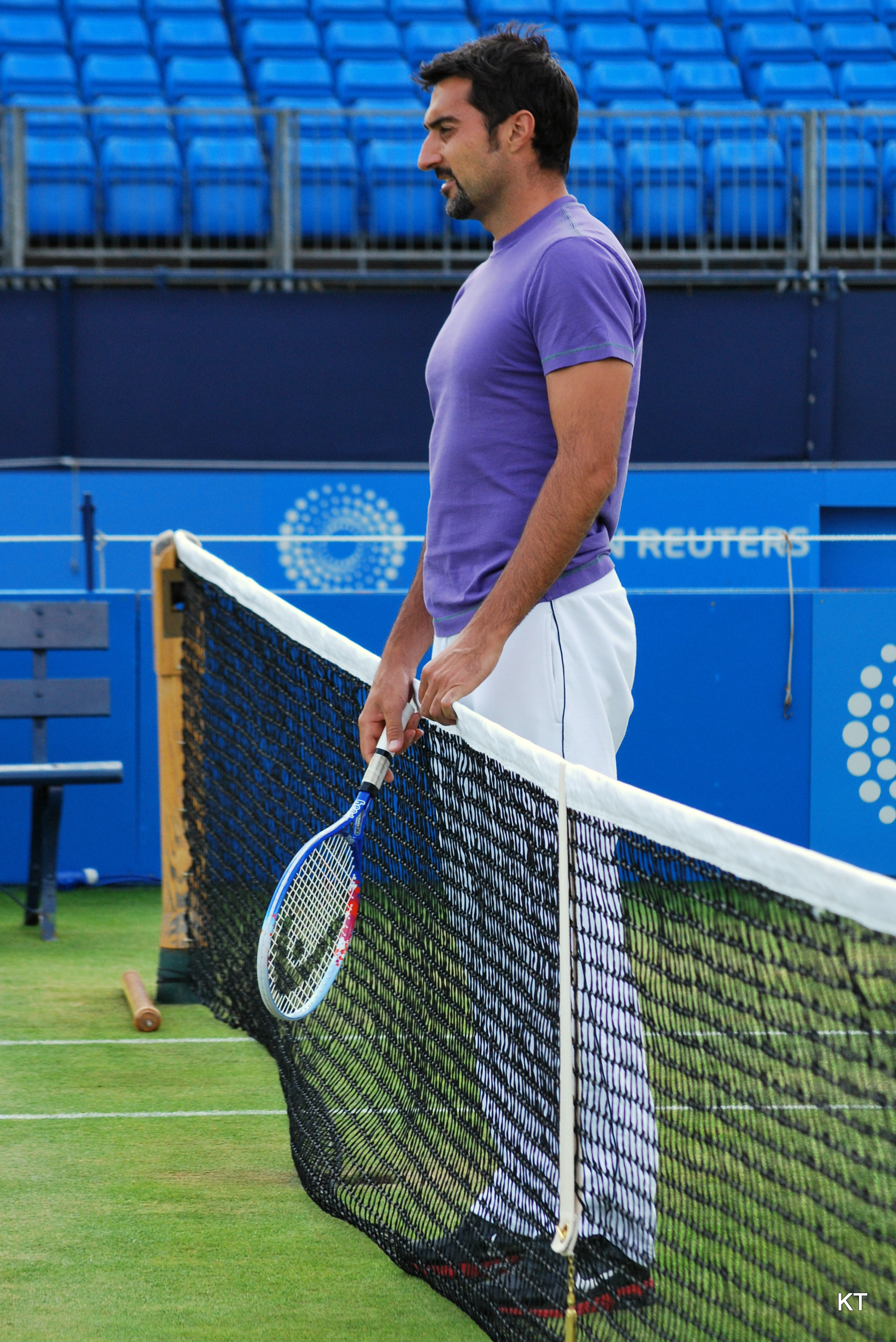
Зимонич в Лондоне в 2012 году

В 2009 году Зимонич и Нестор продолжили успешное сотрудничество и выиграли рекордные для себя девять турниров за один сезон. В Австралии они дважды вышли в финал (в Дохе и Сиднее), а на Большом шлеме в Мельбурне проиграли уже во втором раунде и Зимонич покинул первую строчку рейтинга. Первый титул в сезоне они выиграли в феврале на зальном турнире в Роттердаме. Зимонич и Нестор результативно провели грунтовую часть сезона. С апреля по май они взяли четыре титула, в том числе на трёх Мастерсах (в Монте-Карло, Барселоне, Риме и Мадриде). Однако поставить победную точку на Ролан Гаррос не удалось. В полуфинале на двух тай-брейках они проиграли Лукашу Длоуги и Леандеру Паесу.
На Уимблдонском турнире 2009 года Зимонич и Нестор успешно защитили прошлогодний титул, обыграв в финале главных соперников по сезону братьев Брайанов. В августе они вновь встретились друг с другом в финале Мастерса в Цинциннати и опять Зимонич и Нестор обыграли братьев Брайанов (счёт решающего сета 15-13). На Открытом чемпионате США удалось выйти только в 1/4 финала. К концу сезона Зимонич и Нестор вновь возглавили парный рейтинг. Они смогли выиграть ещё два титула (в Базеле и на Мастерсе в Париже. В Базеле они в пятый раз в сезоне (из шести) обыграли в финальном матче братьев Брайанов. В Париже они завоевали пятый из девяти титулов серии Мастерс в 2009 году. На Итоговом турнире кроме титула разыгрывалось первое место парного рейтинга, однако Зимонич и Нестор не смогли выйти из своей группы, проиграв два матча из трёх, а Боб и Майк Брайаны выиграли титул и опередили их в рейтинговой гонке на 70 очков.
Перед первым в 2010 году турниром Большого шлема Зимонич и Нестор победили на соревновании в Сиднее. На Открытого чемпионата Австралии в финале они вновь сразились сошлись с Брайанами, но проиграли в трёх сетах. С 1 февраля Зимонич и Нестор смогли снова возглавить парный рейтинг. В феврале они сумели выиграть турнир в Роттердаме. В марте на Мастерсе в Индиан-Уэллсе удалось выйти в финал, в котором они проиграли паре из Испании Марк Лопес и Рафаэль Надаль. Грунтовый отрезок сезона они начали в апреле с защиты титула на Мастерсе в Монте-Карло. Затем они второй год подряд выиграли в Барселоне. В мае на Мастерсе в Мадриде они сыграли очередной финал против Боба и Майка Брайана и проиграли им третий раз подряд. На Открытом чемпионате Франции Зимоничу и Нестору удалось реабилитироваться за прошлогоднее поражение в финале и взять титул. Зимонич завоевал сразу два титула на Ролан Гаррос. Он также победил в миксте в дуэте со Среботник, доведя общее число своих побед в турнирах Большого шлема до семи.
Следующую часть сезона 2010 года Зимонич и Нестор провели хуже и уже в августе лишились первого места в парном рейтинге. До конца октября они не смогли выйти в финал ни одного турнира. Сломить эту тенденцию получилось на зальном турнире в Вене, где они стали чемпионами. Через неделю они сыграли в финале в Базеле, где проиграли братьям Брайанам. На Итоговом турнире Зимонич и Нестор смогли взять реванш у Брайанов, когда вышли на них в полуфинале и победили в решающем сете 12-10. В финале они обыграли Махеша Бхупати и Максима Мирного в двух сетах и взяли второй совместный титул на Итоговом турнире. Завершением сезона для Зимонича стала первая победа сборной Сербии в Кубке Дэвиса (см. Выступления за сборную). Второй сезон подряд серб финишировал третьим в парном рейтинге.
В 2011 году Зимонич и Нестор завершили сотрудничество. Они оба продолжали достаточно успешно выступать; новым партнёром Зимонича стал Микаэль Льодра из Франции. На первом совместном турнире — Открытом чемпионате Австралии они вышли в четвертьфинал. В феврале на турнире в Роттердаме сыграли в первом финале. Следующий финал они сыграли в мае на Мастерсе в Мадриде. На Открытом чемпионате Франции они доиграли до полуфинала, а в миксте Зимонич в команде со Среботник смог выйти в финал (уже пятый на Ролан Гаррос для их дуэта). На Уимблдоне Зимонич и Льодра также смогли выйти в полуфинал. В начале августа они наконец-то смогли выиграть первый совместный титул, ставь чемпионами в Вашингтоне. После этого они выиграли Мастерс в Монреале, а на следующем Мастерсе в Цинциннати дошли до финала. В октябре они смогли выиграть ещё два турнира (в Пекине и Базеле), а на Мастерсе в Шанхае пробились в финал. Таким образом, за год они выиграли четыре турнира категорий ATP 1000 и АТР 500, ещё четырежды проигрывали в финалах. На Итоговом турнире Зимонич и Льодра не смогли выйти из группы, проиграв будущим чемпионам и финалистам, и серб завершил сезон № 6 в парном рейтинге.
В следующем сезоне Зимонич выступал хуже и впервые с 2006 года не сумел закончить сезон в десятке сильнейших и в итоговом турнире не участвовал. За 2012 год он смог выиграть три турнира с разными партнёрами: в феврале в Роттердаме с Льодра, в сентябре в Санкт-Петербурге с Радживом Рамом и в октябре в Базеле с Нестором. На Больших шлемах в мужских парах в том году он единственный раз вышел в четвертьфинал на Ролан Гаррос совместно с Льодра. На Уимблдоне он отметился полуфиналом в миксте в альянсе со Среботник.

### 2013—2021 (победа на Уимблдоне в миксте и последние сезоны в карьере)

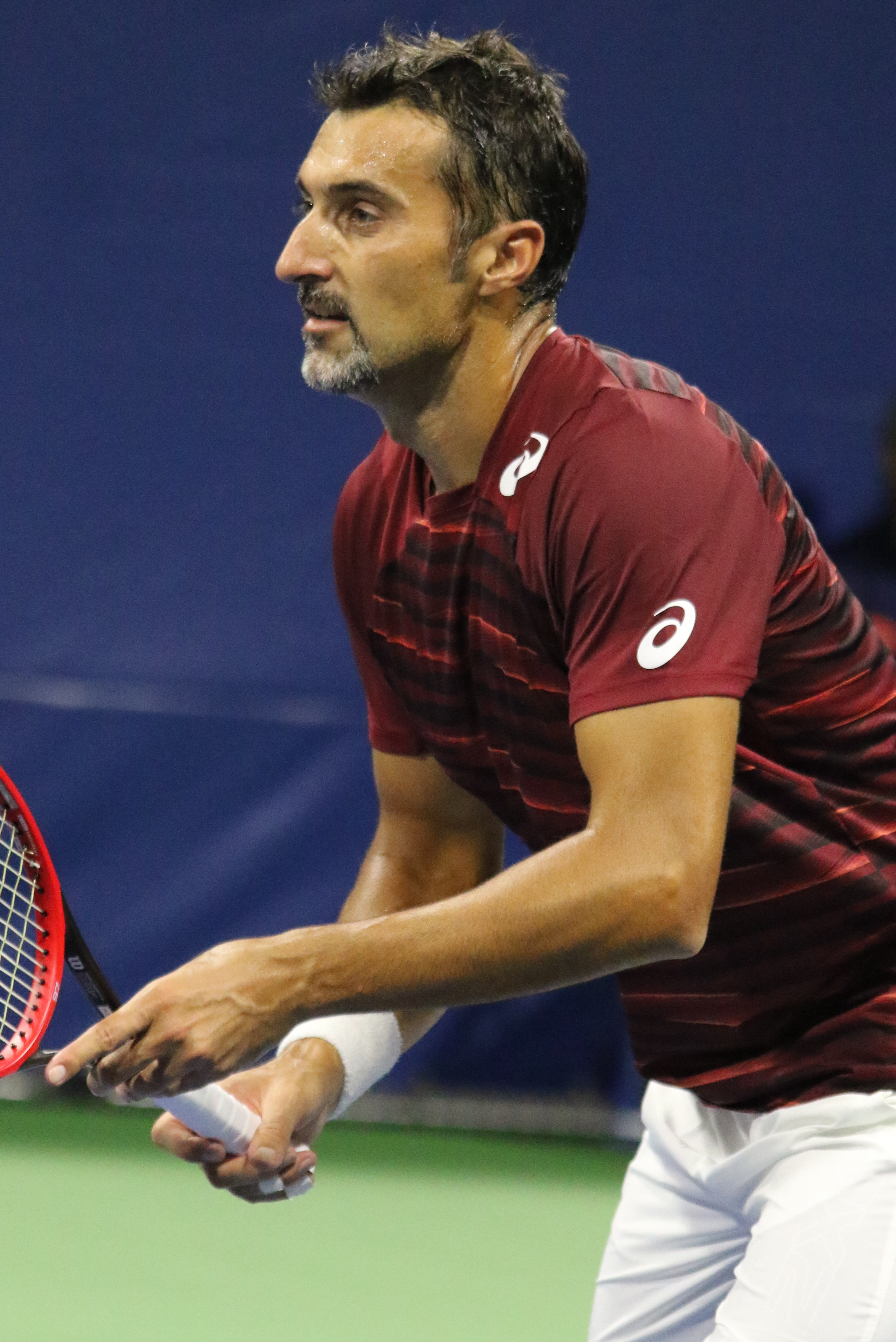
Зимонич на Открытом чемпионате США 2016 года

Одним из последствий неудачной игры стал поиск нового партнёра: вакантное место в итоге занял швед Роберт Линдстедт — на первом совместном соревновании в Стокгольме в конце 2012 года дуэт сходу добрался до титульного матча. В феврале 2013 года в Роттердаме они выиграли единственный турнир совместно. В марте они сыграли в финале турнира в Дубае. Альянс, впрочем, не продлился долго: выиграв на трёх крупных турнирах начала сезона в сумме лишь три матча, серб и швед прервали сотрудничество. Грунтовый сезон Зимонич играл уже с французом Жюльеном Беннето. С Беннето Зимонич выиграл уже в пятый раз за карьеру Мастерс в Монте-Карло, а ещё один титул завоевал на хардовом турнире в Вашингтоне в июле. Между этими победами они смогли сыграть в четвертьфинале Уимблдона. Однако концовку года они провели без существенных успехов, и Зимонич второй сезон подряд завершил во второй десятки рейтинга.
В 2014 году Ненад на непродолжительное время вернулся к альянсу c Даниэлем Нестором: возрастной дуэт без труда восстановил большую часть прошлых позиций. Уже в январе на первом совместном турнире в сезоне — в Сиднее они одержали победу. Титул для Зимонича стал 50-м в мужском парном разряде в Мировом туре и символично, что юбилейный трофей он выиграл с самым успешным в своей карьере партнёром. На Открытом чемпионате Австралии Зимонич и Нестор остановились в шаге от выхода в финала, доиграв до 1/2 финала. В марте они сыграли в финале в Дубае, а в апреле в Барселоне. После победы на майском Мастерсе в Мадриде Зимонич вернулся впервые за два года вошёл в топ-10 в парном теннисе. Затем Зимонич и Нестор выиграл второй Мастерс подряд — в Риме, но на Ролан Гаррос и на Уимблдоне завершили соревноваться в четвертьфинале. На Открытом чемпионате Франции Зимонич смог сыграть в финале в миксте в партнёрстве с Юлией Гёргес, а на Уимблдоне он выиграл в миксте восьмой титул Большого шлема в дуэте с известной теннисисткой из Австралии Самантой Стосур. В октябре была одержана победа на турнире в Базеле с другим канадским теннисистом Вашеком Поспишилом и серб смог переместиться на третье место парного рейтинга и на вторую строчку чемпионской гонки. При этом Зимоничу и Нестору так и не удалось хоть раз вновь сыграть в финале соревнования серии Большого шлема, а с лидерами рейтинга — братьями Брайанами — удавалось бороться лишь на отдельных турнирах. Итоговый турнир не задался; они проиграли две из трёх встреч и не смогли выйти из группы, однако Зимонич сохранил третью строчку по итогам сезона.
После сезона 2014 года Зимонич и Нестор приняли решение вновь прервать сотрудничество: новым партнёром серба стал пакистанец Айсам-уль-Хак Куреши, а с канадцем должен выступать индиец Рохан Бопанна. С Куреши выступления не заладились и они смогли единственный финал на последнем совместном турнире в Дубае в конце февраля 2015 года. Следующим партнёром был поляк Марцин Матковский. С ним за сезон он дошёл до четвертьфинала на трёх из четырёх турниров Большого шлема, начиная с Открытого чемпионата Франции и трижды выходил в финал (в том числе на Мастерсах в Мадриде и Цинциннати), однако в 2015 году сербскому ветерану не удалось добавить в свою копилку ни одного титула. Стабильность принесла Зимоничу и Матковскому место на Итоговом турнире, но там они проиграли все три встречи в группе, сумев только довести до супертай-брейка две из них.
Из-за перелома большого пальца, полученного в конце 2015 года, Зимонич пропустил начало следующего сезона, в том числе Открытый чемпионат Австралии — первый турнир Большого шлема, в котором он не принял участия с 2002 года, и первый Открытый чемпионат Австралии, пропущенный им с 1999 года. Он вернулся на корт в феврале, но так и не сумел набрать привычную форму — лучшим результатом за год для него стал полуфинал Мастерса в Индиан-Уэллсе, на пути в который они с Эдуаром Роже-Вассленом сумели нанести поражение братьям Брайанам. Больше ни в одном турнире этого сезона Зимонич не проходил дальше третьего круга, на Открытом чемпионате США проиграв сразу же, а на Олимпиаде в Рио-де-Жанейро, где с ним играл Новак Джокович — во втором матче. Год он закончил во второй половине топ-100. В 2017 году на счету Зимонича была одна победа на турнире в Софии в феврале (с Виктором Троицки), а на турнирах Большого шлема — полуфинал Открытого чемпионата Франции, где его партнёром был Фернандо Вердаско, что в совокупности позволило сербу завершить сезон в числе 50 сильнейших парных игроков.
2018 сезон сложился для серба крайне неудачно. Он потерпел с начала года восемь поражений подряд, прежде чем наконец выиграть матч на турнире в Мюнхене в начале мая. Однако этот же турнир стал для Зимонича последним в сезоне, и в июне он перенёс операцию по тотальному двустороннему замещению тазоберенного сустава. До конца года Зимонич на корт не вернулся, но в 2019 году играл активно, хотя в основном неудачно, уступая либо в первом, либо во втором круге, а к концу сезона сосредоточившись на выступлениях в «челленджерах». В 2020 году он провёл лишь пять игр и во всех потерпел поражения, к концу сезона опустившись в середину пятой сотни рейтинга. В 2021 году вышел на корт только один разв Дубае и завершил свою длительную карьеру в возрасте 44-х лет.

### Выступления за сборную

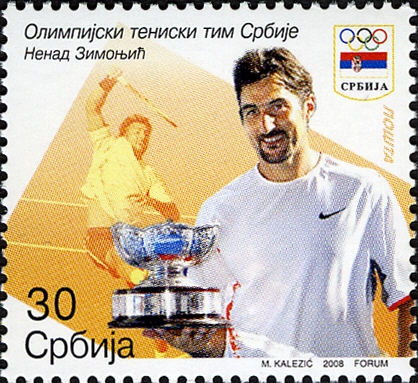
Почтовая марка Сербии 2008 года, посвящённая Зимоничу

Зимонич четырежды представлял Югославию и Сербию на Олимпийских играх — в 2000, 2008, 2012 году и 2016 году, но медалей не завоёвывал. В 2008 году он участвовал в соревнованиях пар вместе с лучшим игроком Сербии в одиночном разряде, Новаком Джоковичем. На сербских теннисистов возлагались большие ожидания, выразившиеся в выпуске набора марок, каждая из которых изображала одного из членов олимпийской теннисной сборной — своей марки удостоился и Зимонич. Они с Джоковичем были посеяны под вторым номером, но в первом же круге уступили соперникам из Чехии. В 2012 году Зимонич был посеян третьим в паре с Янко Типсаревичем, но в четвертьфинале их обыграли несеяные французы Жюльен Беннето и Ришар Гаске.
В Кубке Дэвиса Зимонич с 1995 года периодически представляет Югославию, а затем Сербию не только в парах, но и в одиночном разряде; особенно часто это случалось в начале его профессиональной карьеры. Его результат — 30 побед и 19 поражений в парном разряде (в том числе победа в паре с Джоковичем над Турсуновым и Южным в матче против сборной России в 2008 году), 13 побед и 11 поражений в одиночном разряде (в том числе поражение от Южного в 2008 году). В 2010 году он со сборной Сербии завоевал Кубок Дэвиса, победив в финале команду Франции и после этого второй раз за три года попав на сербскую почтовую марку вместе с другими игроками сборной, а в 2013 году побывал с национальной командой в финале. Зимонич — рекордсмен сербской сборной по продолжительности выступлений (22 года), количеству вызов на матчи Кубка Дэвиса (55) и числу побед как в общей сложности (43), так и в парном разряде (30). С Душаном Вемичем Зимонич образовал самую успешную пару в истории сборной, выиграв с этим партнёром семь встреч из девяти.
В 2009 году Зимонич в составе сборной Сербии также стал победителем командного Кубка мира. В финале его команда досрочно, в двух одиночных встречах, обыграла сборную Германии, но перед этим на групповом этапе Зимонич в паре с Виктором Троицки выиграл все три игры, причём дважды приносил своей команде решающие очки — в матчах со сборными Италии и Аргентины. В 2012 году он вторично выиграл со сборной Сербии это соревнование, на этот раз лично выиграв только одну встречу — в финале против команды Чехии, — но созданного в одиночных играх преимущества сербам хватало, чтобы парные каждый раз превращались в простую формальность.

### Тренерская карьера
В январе 2017 года Зимонич, ещё продолжающий активную игровую карьеру, был назначен на пост капитана сборной Сербии в Кубке Дэвиса. Он принял должность капитана от Богдана Обрадовича, который в 2010 году привёл сербов к их единственному титулу в этом турнире. Зимонич стал играющим капитаном; в 2017 году он вывел сборную в полуфинал Мировой группы, сыграв за неё в каждом из трёх матчей и принеся команде по очку в паре с Виктором Троицким в первом круге и четвертьфинале. Это были его последние матчи за сборную Сербии, но на посту капитана Зимонич остался и в 2019 году вывел команду в четвертьфинал Мировой группы. В декабре 2020 года было сообщено, что Троицки сменит его на посту капитана сборной.

## Рейтинг на конец года
| Год  | Одиночный рейтинг | Парный рейтинг |
| 2021 |                   | 1241           |
| 2020 |                   | 460            |
| 2019 |                   | 405            |
| 2018 |                   | 461            |
| 2017 |                   | 35             |
| 2016 |                   | 61             |
| 2015 |                   | 15             |
| 2014 |                   | 3              |
| 2013 | 1358              | 14             |
| 2012 |                   | 20             |
| 2011 |                   | 6              |
| 2010 |                   | 3              |
| 2009 | 937               | 3              |
| 2008 |                   | 1              |
| 2007 | 692               | 5              |
| 2006 | 555               | 11             |
| 2005 | 562               | 11             |
| 2004 | 342               | 18             |
| 2003 | 497               | 32             |
| 2002 | 426               | 51             |
| 2001 | 204               | 21             |
| 2000 | 316               | 29             |
| 1999 | 311               | 86             |
| 1998 | 191               | 125            |
| 1997 | 509               | 195            |
| 1996 | 416               | 248            |
| 1995 | 564               | 361            |
| 1994 | 545               | 475            |
| 1993 | 948               | 987            |

По данным официального сайта ATP на последнюю неделю года.

## Выступления на турнирах

### Финалы челленджеров и фьючерсов в одиночном разряде (13)

#### Победы (9)
| Титулы             |
| Челленджеры (4+6*) |
| Фьючерсы (5+18)    |

| Титулы по покрытиям | Титулы по месту проведения матчей турнира |
| ------------------- | ----------------------------------------- |
| Хард (3+7*)         | Зал (2+5)                                 |
| Грунт (5+15)        | Зал (2+5)                                 |
| Трава (0)           | Открытый воздух (7+19)                    |
| Ковёр (1+2)         | Открытый воздух (7+19)                    |

* количество побед в одиночном разряде + количество побед в парном разряде.
| №  | Дата            | Турнир                       | Покрытие | Соперник в финале | Счёт           |
| 1. | 12 августа 1994 | Шальготарьян, Венгрия        | Грунт    | Майлз Маклаган    | 4-6 6-3 6-3    |
| 2. | 16 июня 1996    | Скопье, Македония            | Грунт    | Родриго Сердера   | 6-1 6-3        |
| 3. | 23 июня 1996    | Скопье, Македония            | Грунт    | Симон Тоуцил      | 6-4 6-3        |
| 4. | 22 июня 1997    | Скопье, Македония            | Грунт    | Андрес Шнайтер    | 6-2 6-3        |
| 5. | 15 февраля 1998 | Гимарайнш, Португалия        | Хард     | Нуну Маркиш       | 6-3 6-7 7-6    |
| 6. | 31 мая 1998     | Киев, Украина                | Грунт    | Ян Крошлак        | 6-3 6-3        |
| 7. | 13 августа 2000 | Белу-Оризонти, Бразилия      | Хард     | Жан-Франсуа Башло | 6-3 6-7(6) 7-5 |
| 8. | 25 февраля 2001 | Андрезье-Бутеон, Франция     | Хард(i)  | Ян Герных         | 7-6(5) 6-2     |
| 9. | 8 февраля 2004  | Белград, Сербия и Черногория | Ковёр(i) | Марко Кьюдинелли  | 2-6 7-6(2) 6-4 |

#### Поражения (4)
| №  | Дата            | Турнир              | Покрытие | Соперник в финале | Счёт        |
| 1. | 14 января 1995  | Кашкайш, Португалия | Грунт    | Давид Шкох        | 2-6 6-2 4-6 |
| 2. | 28 мая 1995     | Скопье, Македония   | Грунт    | Мартин Цумпфт     | 6-7 2-6     |
| 3. | 17 августа 1996 | Будва, Югославия    | Грунт    | Адольф Мусил      | 6-7 4-6     |
| 4. | 10 февраля 2002 | Белград, Югославия  | Ковёр(i) | Марио Анчич       | 2-6 3-6     |

### Финалы турниров Большого шлема в парном разряде (7)

#### Победы (3)
| №  | Год  | Турнир                     | Покрытие | Партнёр        | Соперники в финале          | Счёт                     |
| 1. | 2008 | Уимблдон                   | Трава    | Даниэль Нестор | Йонас Бьоркман Кевин Ульетт | 7-6(12) 6-7(3) 6-3 6-3   |
| 2. | 2009 | Уимблдон (2)               | Трава    | Даниэль Нестор | Боб Брайан Майк Брайан      | 7-6(7) 6-7(3) 7-6(3) 6-3 |
| 3. | 2010 | Открытый чемпионат Франции | Грунт    | Даниэль Нестор | Лукаш Длоуги Леандер Паес   | 7-5 6-2                  |

#### Поражения (4)
| №  | Год  | Турнир                       | Покрытие | Партнёр        | Соперники в финале           | Счёт            |
| 1. | 2004 | Уимблдон                     | Трава    | Юлиан Ноул     | Йонас Бьоркман Тодд Вудбридж | 1-6 4-6 6-4 4-6 |
| 2. | 2006 | Уимблдон (2)                 | Трава    | Фабрис Санторо | Боб Брайан Майк Брайан       | 3-6 6-4 4-6 2-6 |
| 3. | 2008 | Открытый чемпионат Франции   | Грунт    | Даниэль Нестор | Пабло Куэвас Луис Орна       | 2-6 3-6         |
| 4. | 2010 | Открытый чемпионат Австралии | Хард     | Даниэль Нестор | Боб Брайан Майк Брайан       | 3-6 7-6(5) 3-6  |

### Финалы Итогового турнираATPв парном разряде (3)

#### Победы (2)
| №  | Год  | Турнир                 | Покрытие | Партнёр        | Соперники в финале          | Счёт       |
| 1. | 2008 | Шанхай, Китай          | Хард(i)  | Даниэль Нестор | Боб Брайан Майк Брайан      | 7-6(3) 6-2 |
| 2. | 2010 | Лондон, Великобритания | Хард(i)  | Даниэль Нестор | Махеш Бхупати Максим Мирный | 7-6(6) 6-4 |

#### Поражения (1)
| №  | Год  | Турнир        | Покрытие | Партнёр      | Соперники в финале            | Счёт              |
| 1. | 2005 | Шанхай, Китай | Хард(i)  | Леандер Паес | Микаэль Льодра Фабрис Санторо | 7-6(6) 3-6 6-7(4) |

### Финалы турнировATPв парном разряде (91)

#### Победы (54)
| Легенда                                 |
| --------------------------------------- |
| Турниры Большого шлема (0+3+5*)         |
| Итоговый турнир ATP (0+2)               |
| ATP Мастерс 1000 (0+15)                 |
| ATP International Gold / АТР 500 (0+17) |
| ATP International / АТР 250 (0+17)      |

| Титулы по покрытиям | Титулы по месту проведения матчей турнира |
| ------------------- | ----------------------------------------- |
| Хард (0+31+2*)      | Зал (0+20)                                |
| Грунт (0+16+2)      | Зал (0+20)                                |
| Трава (0+4+1)       | Открытый воздух (0+34+5)                  |
| Ковёр (0+3)         | Открытый воздух (0+34+5)                  |

* количество побед в одиночном разряде + количество побед в парном разряде + количество побед в миксте.
| №   | Дата             | Турнир                      | Покрытие | Партнёр             | Соперники в финале                   | Счёт                     |
| 1.  | 9 мая 1999       | Делрей-Бич, США             | Грунт    | Максим Мирный       | Брайан Макфи Даг Флэч                | 7-6(3) 3-6 6-3           |
| 2.  | 5 марта 2000     | Делрей-Бич, США (2)         | Хард     | Брайан Макфи        | Джошуа Игл Эндрю Флорент             | 7-5 6-4                  |
| 3.  | 15 октября 2000  | Вена, Австрия               | Хард(i)  | Евгений Кафельников | Иржи Новак Давид Рикл                | 6-4 6-4                  |
| 4.  | 14 октября 2001  | Лион, Франция               | Ковёр(i) | Даниэль Нестор      | Себастьян Грожан Арно Клеман         | 6-1 6-2                  |
| 5.  | 24 февраля 2002  | Мемфис, США                 | Хард(i)  | Брайан Макфи        | Боб Брайан Майк Брайан               | 6-3 3-6 [10-4]           |
| 6.  | 9 марта 2003     | Делрей-Бич, США (3)         | Хард     | Леандер Паес        | Мартин Веркерк Рамон Слёйтер         | 7-5 3-6 7-5              |
| 7.  | 26 октября 2003  | Санкт-Петербург, Россия     | Хард(i)  | Юлиан Ноул          | Михаэль Кольманн Райнер Шуттлер      | 7-6(1) 6-3               |
| 8.  | 25 апреля 2004   | Монте-Карло, Монако         | Грунт    | Тим Хенмен          | Мартин Родригес Гастон Этлис         | 7-5 6-2                  |
| 9.  | 17 апреля 2005   | Монте-Карло, Монако (2)     | Грунт    | Леандер Паес        | Боб Брайан Майк Брайан               | Без игры                 |
| 10. | 24 апреля 2005   | Барселона, Испания          | Грунт    | Леандер Паес        | Фелисиано Лопес Рафаэль Надаль       | 6-3 6-3                  |
| 11. | 14 января 2006   | Сидней, Австралия           | Хард     | Фабрис Санторо      | Леош Фридль Франтишек Чермак         | 6-1 6-4                  |
| 12. | 18 июня 2006     | Халле, Германия             | Трава    | Фабрис Санторо      | Михаэль Кольманн Райнер Шуттлер      | 6-0 6-4                  |
| 13. | 15 октября 2006  | Москва, Россия              | Ковёр(i) | Фабрис Санторо      | Ярослав Левинский Франтишек Чермак   | 6-1 7-5                  |
| 14. | 6 января 2007    | Доха, Катар                 | Хард     | Михаил Южный        | Мартин Дамм Леандер Паес             | 6-1 7-6(3)               |
| 15. | 3 марта 2007     | Дубай, ОАЭ                  | Хард     | Фабрис Санторо      | Махеш Бхупати Радек Штепанек         | 7-5 6-7(3) [10-7]        |
| 16. | 13 мая 2007      | Рим, Италия                 | Грунт    | Фабрис Санторо      | Боб Брайан Майк Брайан               | 6-4 6-7(4) [10-7]        |
| 17. | 25 августа 2007  | Нью-Хейвен, США             | Хард     | Махеш Бхупати       | Марцин Матковский Мариуш Фирстенберг | 6-3 6-3                  |
| 18. | 28 октября 2007  | Санкт-Петербург, Россия (2) | Ковёр(i) | Даниэль Нестор      | Юрген Мельцер Тодд Перри             | 6-1 7-6(3)               |
| 19. | 18 мая 2008      | Гамбург, Германия           | Грунт    | Даниэль Нестор      | Боб Брайан Майк Брайан               | 6-4 5-7 [10-8]           |
| 20. | 15 июня 2008     | Лондон, Великобритания      | Трава    | Даниэль Нестор      | Марсело Мело Андре Са                | 6-4 7-6(3)               |
| 21. | 5 июля 2008      | Уимблдон                    | Трава    | Даниэль Нестор      | Йонас Бьоркман Кевин Ульетт          | 7-6(12) 6-7(3) 6-3 6-3   |
| 22. | 27 июля 2008     | Торонто, Канада             | Хард     | Даниэль Нестор      | Боб Брайан Майк Брайан               | 6-2 4-6 [10-6]           |
| 23. | 16 ноября 2008   | Кубок Мастерс               | Хард(i)  | Даниэль Нестор      | Боб Брайан Майк Брайан               | 7-6(3) 6-2               |
| 24. | 15 февраля 2009  | Роттердам, Нидерланды       | Хард(i)  | Даниэль Нестор      | Лукаш Длоуги Леандер Паес            | 6-2 7-5                  |
| 25. | 19 апреля 2009   | Монте-Карло, Монако (3)     | Грунт    | Даниэль Нестор      | Боб Брайан Майк Брайан               | 6-4 6-1                  |
| 26. | 26 апреля 2009   | Барселона, Испания (2)      | Грунт    | Даниэль Нестор      | Махеш Бхупати Марк Ноулз             | 6-3 7-6(9)               |
| 27. | 3 мая 2009       | Рим, Италия (2)             | Грунт    | Даниэль Нестор      | Боб Брайан Майк Брайан               | 7-6(5) 6-3               |
| 28. | 17 мая 2009      | Мадрид, Испания             | Грунт    | Даниэль Нестор      | Симон Аспелин Уэсли Муди             | 6-4 6-4                  |
| 29. | 4 июля 2009      | Уимблдон (2)                | Трава    | Даниэль Нестор      | Боб Брайан Майк Брайан               | 7-6(7) 6-7(3) 7-6(3) 6-3 |
| 30. | 23 августа 2009  | Цинциннати, США             | Хард     | Даниэль Нестор      | Боб Брайан Майк Брайан               | 3-6 7-6(2) [15-13]       |
| 31. | 8 ноября 2009    | Базель, Швейцария           | Хард(i)  | Даниэль Нестор      | Боб Брайан Майк Брайан               | 6-2 6-3                  |
| 32. | 15 ноября 2009   | Париж, Франция              | Хард(i)  | Даниэль Нестор      | Марсель Гранольерс Томми Робредо     | 6-3 6-4                  |
| 33. | 16 января 2010   | Сидней, Австралия (2)       | Хард     | Даниэль Нестор      | Джордан Керр Росс Хатчинс            | 6-3 7-6(5)               |
| 34. | 14 февраля 2010  | Роттердам. Нидерланды (2)   | Хард(i)  | Даниэль Нестор      | Симон Аспелин Пол Хенли              | 6-4 4-6 [10-7]           |
| 35. | 18 апреля 2010   | Монте-Карло, Монако (4)     | Грунт    | Даниэль Нестор      | Махеш Бхупати Максим Мирный          | 6-3 2-0 — отказ          |
| 36. | 25 апреля 2010   | Барселона, Испания (3)      | Грунт    | Даниэль Нестор      | Марк Ноулз Ллейтон Хьюитт            | 4-6 6-3 [10-6]           |
| 37. | 5 июня 2010      | Открытый чемпионат Франции  | Грунт    | Даниэль Нестор      | Лукаш Длоуги Леандер Паес            | 7-5 6-2                  |
| 38. | 31 октября 2010  | Вена, Австрия (2)           | Хард(i)  | Даниэль Нестор      | Мариуш Фирстенберг Марцин Матковски  | 7-5 3-6 [10-5]           |
| 39. | 28 ноября 2010   | Финал Мирового Тура ATP (2) | Хард(i)  | Даниэль Нестор      | Махеш Бхупати Максим Мирный          | 7-6(6) 6-4               |
| 40. | 7 августа 2011   | Вашингтон, США              | Хард     | Микаэль Льодра      | Роберт Линдстедт Хория Текэу         | 6-7(3) 7-6(6) [10-7]     |
| 41. | 14 августа 2011  | Монреаль, Канада (2)        | Хард     | Микаэль Льодра      | Боб Брайан Майк Брайан               | 6-4 6-7(5) [10-5]        |
| 42. | 9 октября 2011   | Пекин, Китай                | Хард     | Микаэль Льодра      | Роберт Линдстедт Хория Текэу         | 7-6(2) 7-6(4)            |
| 43. | 6 ноября 2011    | Базель, Швейцария (2)       | Хард(i)  | Микаэль Льодра      | Максим Мирный Даниэль Нестор         | 6-4 7-5                  |
| 44. | 19 февраля 2012  | Роттердам, Нидерланды (3)   | Хард(i)  | Микаэль Льодра      | Роберт Линдстедт Хория Текэу         | 4-6 7-5 [16-14]          |
| 45. | 22 сентября 2012 | Санкт-Петербург, Россия (3) | Хард(i)  | Раджив Рам          | Лукаш Лацко Игорь Зеленай            | 6-2 4-6 [10-6]           |
| 46. | 28 октября 2012  | Базель, Швейцария (3)       | Хард(i)  | Даниэль Нестор      | Трет Конрад Хьюи Доминик Инглот      | 7-5 6-7(4) [10-5]        |
| 47. | 17 февраля 2013  | Роттердам, Нидерланды (4)   | Хард(i)  | Роберт Линдстедт    | Тимо де Баккер Йессе Хута Галунг     | 5-7 6-3 [10-8]           |
| 48. | 21 апреля 2013   | Монте-Карло, Монако (5)     | Грунт    | Жюльен Беннето      | Боб Брайан Майк Брайан               | 4-6 7-6(4) [14-12]       |
| 49. | 4 августа 2013   | Вашингтон, США (2)          | Хард     | Жюльен Беннето      | Марди Фиш Радек Штепанек             | 7-6(5) 7-5               |
| 50. | 11 января 2014   | Сидней, Австралия (3)       | Хард     | Даниэль Нестор      | Рохан Бопанна Айсам-уль-Хак Куреши   | 7-6(3) 7-6(3)            |
| 51. | 11 мая 2014      | Мадрид, Испания (2)         | Грунт    | Даниэль Нестор      | Боб Брайан Майк Брайан               | 6-4 6-2                  |
| 52. | 18 мая 2014      | Рим, Италия (3)             | Грунт    | Даниэль Нестор      | Робин Хасе Фелисиано Лопес           | 6-4 7-6(2)               |
| 53. | 26 октября 2014  | Базель, Швейцария (4)       | Хард(i)  | Вашек Поспишил      | Марин Драганя Хенри Континен         | 7-6(13) 1-6 [10-5]       |
| 54. | 12 февраля 2017  | София, Болгария             | Хард(i)  | Виктор Троицки      | Михаил Елгин Андрей Кузнецов         | 6-4 6-4                  |

#### Поражения (37)
| №   | Дата            | Турнир                       | Покрытие | Партнёр              | Соперники в финале                 | Счёт              |
| 1.  | 14 февраля 1999 | Сан-Хосе, США                | Хард(i)  | Александр Китинов    | Тодд Вудбридж Марк Вудфорд         | 5-7 7-6(3) 4-6    |
| 2.  | 7 мая 2000      | Мюнхен, Германия             | Грунт    | Максим Мирный        | Дэвид Адамс Джон-Лаффни де Ягер    | 4-6 4-6           |
| 3.  | 3 марта 2001    | Дубай, ОАЭ                   | Хард     | Даниэль Нестор       | Джошуа Игл Сэндон Столл            | 4-6 4-6           |
| 4.  | 15 апреля 2001  | Оэйраш, Португалия           | Грунт    | Дональд Джонсон      | Михал Табара Радек Штепанек        | 4-6 1-6           |
| 5.  | 4 мая 2003      | Валенсия, Испания            | Грунт    | Брайан Макфи         | Лукас Арнольд Кер Мариано Худ      | 1-6 7-6(7) 4-6    |
| 6.  | 24 мая 2003     | Санкт-Пёльтен, Австрия       | Грунт    | Саргис Саргисян      | Симон Аспелин Массимо Бертолини    | 4-6 7-6(8) 3-6    |
| 7.  | 2 мая 2004      | Мюнхен, Германия (2)         | Грунт    | Юлиан Ноул           | Джеймс Блейк Марк Мерклейн         | 2-6 4-6           |
| 8.  | 4 июля 2004     | Уимблдон                     | Трава    | Юлиан Ноул           | Йонас Бьоркман Тодд Вудбридж       | 1-6 4-6 6-4 4-6   |
| 9.  | 16 октября 2005 | Стокгольм, Швеция            | Хард(i)  | Леандер Паес         | Уэйн Артурс Пол Хенли              | 3-5 3-5           |
| 10. | 23 октября 2005 | Мадрид, Испания              | Хард(i)  | Леандер Паес         | Даниэль Нестор Марк Ноулз          | 6-3 3-6 2-6       |
| 11. | 20 ноября 2005  | Кубок Мастерс                | Хард(i)  | Леандер Паес         | Микаэль Льодра Фабрис Санторо      | 7-6(6) 3-6 6-7(4) |
| 12. | 23 апреля 2006  | Монте-Карло, Монако          | Грунт    | Фабрис Санторо       | Махеш Бхупати Максим Мирный        | 2-6 6-7(2)        |
| 13. | 8 июля 2006     | Уимблдон (2)                 | Трава    | Фабрис Санторо       | Боб Брайан Майк Брайан             | 3-6 6-4 4-6 2-6   |
| 14. | 5 ноября 2006   | Париж, Франция               | Ковёр(i) | Фабрис Санторо       | Арно Клеман Микаэль Льодра         | 6-7(4) 2-6        |
| 15. | 17 июня 2007    | Халле, Германия              | Трава    | Фабрис Санторо       | Симон Аспелин Юлиан Ноул           | 4-6 6-7(5)        |
| 16. | 4 ноября 2007   | Париж, Франция (2)           | Хард(i)  | Даниэль Нестор       | Боб Брайан Майк Брайан             | 3-6 6-7(4)        |
| 17. | 23 марта 2008   | Индиан-Уэллс, США            | Хард     | Даниэль Нестор       | Энди Рам Йонатан Эрлих             | 4-6 4-6           |
| 18. | 11 мая 2008     | Рим, Италия                  | Грунт    | Даниэль Нестор       | Боб Брайан Майк Брайан             | 6-3 4-6 [8-10]    |
| 19. | 7 июня 2008     | Открытый чемпионат Франции   | Грунт    | Даниэль Нестор       | Пабло Куэвас Луис Орна             | 2-6 3-6           |
| 20. | 10 января 2009  | Доха, Катар                  | Хард     | Даниэль Нестор       | Марк Лопес Рафаэль Надаль          | 6-4 4-6 [8-10]    |
| 21. | 17 января 2009  | Сидней, Австралия            | Хард     | Даниэль Нестор       | Боб Брайан Майк Брайан             | 1-6 6-7(3)        |
| 22. | 30 января 2010  | Открытый чемпионат Австралии | Хард     | Даниэль Нестор       | Боб Брайан Майк Брайан             | 3-6 7-6(5) 3-6    |
| 23. | 20 марта 2010   | Индиан-Уэллс, США (2)        | Хард     | Даниэль Нестор       | Марк Лопес Рафаэль Надаль          | 6-7(8) 3-6        |
| 24. | 15 мая 2010     | Мадрид, Испания (2)          | Грунт    | Даниэль Нестор       | Боб Брайан Майк Брайан             | 3-6 4-6           |
| 25. | 7 ноября 2010   | Базель, Швейцария            | Хард(i)  | Даниэль Нестор       | Боб Брайан Майк Брайан             | 3-6 6-3 [3-10]    |
| 26. | 13 февраля 2011 | Роттердам, Нидерланды        | Хард(i)  | Микаэль Льодра       | Юрген Мельцер Филипп Пецшнер       | 4-6 6-3 [5-10]    |
| 27. | 8 мая 2011      | Мадрид, Испания (3)          | Грунт    | Микаэль Льодра       | Боб Брайан Майк Брайан             | 3-6 3-6           |
| 28. | 21 августа 2011 | Цинциннати, США              | Хард     | Микаэль Льодра       | Махеш Бхупати Леандер Паес         | 6-7(4) 6-7(2)     |
| 29. | 16 октября 2011 | Шанхай, Китай                | Хард     | Микаэль Льодра       | Максим Мирный Даниэль Нестор       | 6-3 1-6 [10-12]   |
| 30. | 21 октября 2012 | Стокгольм, Швеция            | Хард(i)  | Роберт Линдстедт     | Марсело Мело Бруно Соарес          | 7-6(4) 5-7 [6-10] |
| 31. | 2 марта 2013    | Дубай, ОАЭ (2)               | Хард     | Роберт Линдстедт     | Махеш Бхупати Микаэль Льодра       | 6-7(6) 6-7(6)     |
| 32. | 1 марта 2014    | Дубай, ОАЭ (3)               | Хард     | Даниэль Нестор       | Рохан Бопанна Айсам-уль-Хак Куреши | 4-6 3-6           |
| 33. | 27 апреля 2014  | Барселона, Испания           | Грунт    | Даниэль Нестор       | Йессе Хута Галунг Стефан Робер     | 3-6 3-6           |
| 34. | 28 февраля 2015 | Дубай, ОАЭ (4)               | Хард     | Айсам-уль-Хак Куреши | Рохан Бопанна Даниэль Нестор       | 4-6 1-6           |
| 35. | 10 мая 2015     | Мадрид, Испания (4)          | Грунт    | Марцин Матковский    | Рохан Бопанна Флорин Мерджа        | 2-6 7-6(5) [9-11] |
| 36. | 21 июня 2015    | Лондон, Великобритания       | Трава    | Марцин Матковский    | Пьер-Юг Эрбер Николя Маю           | 2-6 2-6           |
| 37. | 23 августа 2015 | Цинциннати, США (2)          | Хард     | Марцин Матковский    | Даниэль Нестор Эдуар Роже-Васслен  | 2-6 2-6           |

### Финалы челленджеров и фьючерсов в парном разряде (39)

#### Победы (24)
| №   | Дата             | Турнир                             | Покрытие | Партнёр               | Соперники в финале                | Счёт            |
| 1.  | 5 августа 1994   | Шальготарьян, Венгрия              | Грунт    | Зоран Севченко        | Джей Салтер Брэдли Скини          | 6-3 6-1         |
| 2.  | 12 августа 1994  | Шальготарьян, Венгрия              | Грунт    | Зоран Севченко        | Марк Йоахим Майлз Маклаган        | 6-3 6-3         |
| 3.  | 19 августа 1994  | Шальготарьян, Венгрия              | Грунт    | Зоран Севченко        | Марк Йоахим Майлз Маклаган        | 6-4 6-0         |
| 4.  | 23 марта 1996    | Каламата, Греция                   | Хард     | Душан Вемич           | Саша Бандерманн Гленн Вайнер      | 7-6 6-7 7-5     |
| 5.  | 23 июня 1996     | Скопье, Македония                  | Грунт    | Душан Вемич           | Райнхард Вавра Симон Тоуцил       | 7-6 6-3         |
| 6.  | 17 августа 1996  | Будва, Югославия                   | Грунт    | Душан Вемич           | Золтан Надь Силард Петровиц       | 7-6 5-7 6-2     |
| 7.  | 31 августа 1996  | Будва, Югославия                   | Грунт    | Душан Вемич           | Гергей Кишдьордь Адольф Мусил     | 3-6 6-0 6-1     |
| 8.  | 7 сентября 1996  | Будва, Югославия                   | Грунт    | Душан Вемич           | Золтан Надь Силард Петровиц       | 6-1 7-6         |
| 9.  | 2 февраля 1997   | Панама, Панама                     | Грунт    | Жослан Робишо         | Сулиман Ладипо Габриэль Трифу     | Без игры        |
| 10. | 31 мая 1997      | Белград, Югославия                 | Грунт    | Душан Вемич           | Адольф Мусил Даниэль Фиала        | Без игры        |
| 11. | 29 июня 1997     | Скопье, Македония                  | Грунт    | Мартин Громец         | Деян Петрович Грант Силкок        | 6-2 7-6         |
| 12. | 14 сентября 1997 | Невер, Франция                     | Хард(i)  | Рамон Слёйтер         | Сирил Бускальон Грегори Карра     | 7-6 6-2         |
| 13. | 21 сентября 1997 | Невер, Франция                     | Хард(i)  | Рамон Слёйтер         | Филиппо Вельо Михаэль Шмидтманн   | 4-6 7-5 7-5     |
| 14. | 28 сентября 1997 | Невер, Франция                     | Хард(i)  | Рамон Слёйтер         | Тома Дюпре Тома Тьелуа            | 6-3 1-0 — отказ |
| 15. | 19 октября 1997  | Фресно, США                        | Хард     | Рамон Слёйтер         | Кристофер Прессли Роб Чесс        | 7-6 7-5         |
| 16. | 9 ноября 1997    | Фресно, США                        | Хард     | Рамон Слёйтер         | Симон Аспелин Крис Тонц           | 6-4 5-7 7-6     |
| 17. | 22 февраля 1998  | Гимарайнш, Португалия              | Хард     | Алешандри Симони      | Эмануэль Коуту Бернарду Мота      | 6-1 6-1         |
| 18. | 29 марта 1998    | Мелён, Франция                     | Ковёр(i) | Джастин Бауэр         | Хенрик Андерссон Мартин Штепанек  | Без игры        |
| 19. | 26 апреля 1998   | Прага, Чехия                       | Грунт    | Хуан-Мануэль Балсельс | Иржи Новак Радек Штепанек         | 7-6 7-6         |
| 20. | 14 июня 1998     | Вайден-ин-дер-Оберпфальц, Германия | Грунт    | Нуну Маркиш           | Симон Аспелин Крис Тонц           | 6-4 3-6 6-3     |
| 21. | 16 августа 1998  | Сопот, Польша                      | Грунт    | Джеймс Гринхол        | Милен Велев Александр Швец        | 6-1 6-3         |
| 22. | 23 августа 1998  | Варшава, Польша                    | Грунт    | Джеймс Гринхал        | Юхан Ландсберг Али Хамадех        | Без игры        |
| 23. | 6 сентября 1998  | Белград, Югославия                 | Грунт    | Рамон Слёйтер         | Юхан Ландсберг Али Хамадех        | 6-4 6-4         |
| 24. | 9 февраля 2003   | Белград, Югославия                 | Ковёр(i) | Илья Бозоляц          | Дарко Мадьяровски Янко Типсаревич | 6-1 6-4         |

#### Поражения (15)
| №   | Дата             | Турнир                | Покрытие | Партнёр            | Соперники в финале                       | Счёт        |
| 1.  | 13 мая 1994      | Банкя, Болгария       | Грунт    | Зоран Севченко     | Стефан Матьё Жером Анке                  | 6-7 6-7     |
| 2.  | 27 мая 1994      | Банкя, Болгария       | Грунт    | Зоран Севченко     | Стефан Матьё Жером Анке                  | 6-3 6-7 6-7 |
| 3.  | 21 января 1995   | Кашкайш, Португалия   | Грунт    | Жером Анке         | Эмануэль Коуту Бернарду Мота             | 3-6 3-6     |
| 4.  | 28 января 1995   | Кашкайш, Португалия   | Грунт    | Жером Анке         | Жуан Кунья э Силва Нуну Маркиш           | 6-7 5-7     |
| 5.  | 6 февраля 1995   | Картахена, Испания    | Грунт    | Майлз Маклаган     | Хуан-Мануэль Балсельс Хорди Мас-Родригес | 4-6 6-7     |
| 6.  | 27 мая 1995      | Скопье, Македония     | Грунт    | Небойша Джорджевич | Мартин Цумпфт Симон Тоуцил               | 6-2 6-7 4-6 |
| 7.  | 26 августа 1995  | Будва, Югославия      | Грунт    | Небойша Джорджевич | Оливье Малкор Оливье Морель              | 1-6 4-6     |
| 8.  | 2 сентября 1995  | Будва, Югославия      | Грунт    | Небойша Джорджевич | Ладислав Борбей Силард Петровиц          | 4-6 1-6     |
| 9.  | 18 мая 1996      | Белград, Югославия    | Грунт    | Душан Вемич        | Бранислав Галик Владимир Платеник        | 4-6 4-6     |
| 10. | 23 сентября 1996 | Будва, Югославия      | Грунт    | Душан Вемич        | Небойша Джорджевич Александр Китинов     | 3-6 2-6     |
| 11. | 10 мая 1997      | Белград, Югославия    | Грунт    | Душан Вемич        | Деян Петрович Грант Силкок               | 6-7 2-6     |
| 12. | 8 июня 1997      | Скопье, Македония     | Грунт    | Мартин Громец      | Деян Петрович Грант Силкок               | 2-6 3-6     |
| 13. | 15 июня 1997     | Скопье, Македония     | Грунт    | Мартин Громец      | Деян Петрович Грант Силкок               | 6-3 3-6 0-6 |
| 14. | 22 июня 1997     | Скопье, Македония     | Грунт    | Мартин Громец      | Деян Петрович Грант Силкок               | 6-7 4-6     |
| 15. | 8 февраля 1998   | Гимарайнш, Португалия | Хард     | Владимир Платеник  | Жуан Кунья э Силва Нуну Маркиш           | 1-6 4-6     |
| 16. | 1 марта 1998     | Гимарайнш, Португалия | Хард     | Алешандри Симони   | Жуан Кунья э Силва Нуну Маркиш           | 7-6 4-6 6-7 |

### Финалы турниров Большого шлема в смешанном парном разряде (10)

#### Победы (5)
| №  | Год  | Турнир                           | Покрытие | Партнёрша          | Соперники в финале               | Счёт              |
| 1. | 2004 | Открытый чемпионат Австралии     | Хард     | Елена Бовина       | Мартина Навратилова Леандер Паес | 6-1 7-6(3)        |
| 2. | 2006 | Открытый чемпионат Франции       | Грунт    | Катарина Среботник | Елена Лиховцева Даниэль Нестор   | 6-3 6-4           |
| 3. | 2008 | Открытый чемпионат Австралии (2) | Хард     | Сунь Тяньтянь      | Саня Мирза Махеш Бхупати         | 7-6(4) 6-4        |
| 4. | 2010 | Открытый чемпионат Франции (2)   | Грунт    | Катарина Среботник | Ярослава Шведова Юлиан Ноул      | 4-6 7-6(5) [11-9] |
| 5. | 2014 | Уимблдон                         | Трава    | Саманта Стосур     | Чжань Хаоцин Максим Мирный       | 6-4 6-2           |

#### Поражения (5)
| №  | Год  | Турнир                         | Покрытие | Партнёрша          | Соперники в финале                    | Счёт              |
| 1. | 2005 | Открытый чемпионат США         | Хард     | Катарина Среботник | Даниэла Гантухова Махеш Бхупати       | 4-6 2-6           |
| 2. | 2007 | Открытый чемпионат Франции     | Грунт    | Катарина Среботник | Натали Деши Энди Рам                  | 5-7 3-6           |
| 3. | 2008 | Открытый чемпионат Франции (2) | Грунт    | Катарина Среботник | Виктория Азаренко Боб Брайан          | 2-6 6-7(4)        |
| 4. | 2011 | Открытый чемпионат Франции (3) | Грунт    | Катарина Среботник | Кейси Деллакква Скотт Липски          | 6-7(6) 6-4 [7-10] |
| 5. | 2014 | Открытый чемпионат Франции (4) | Грунт    | Юлия Гёргес        | Анна-Лена Грёнефельд Жан-Жюльен Ройер | 6-4 2-6 [7-10]    |

### Финалы командных турниров (4)

#### Победы (3)
| №  | Год  | Турнир                         | Команда                                    | Соперник в финале                           | Счёт |
| 1. | 2009 | ARAG World Team Cup            | Сербия · Типсаревич,Троицки,Зимонич        | Германия · Шуттлер,Кольшрайбер,Кифер,Зверев | 2-1  |
| 2. | 2010 | Кубок Дэвиса                   | Сербия Джокович,Типсаревич,Троицки,Зимонич | Франция Монфис, Симон, Клеман, Льодра       | 3-2  |
| 3. | 2012 | Power Horse World Team Cup (2) | Сербия · Типсаревич,Троицки,Зимонич        | Чехия · Бердых,Штепанек                     | 3-0  |

#### Поражения (1)
| №  | Год  | Турнир       | Команда                                 | Соперник в финале      | Счёт |
| 1. | 2013 | Кубок Дэвиса | Сербия Джокович,Лайович,Бозоляц,Зимонич | Чехия Бердых, Штепанек | 2-3  |

## История выступлений на турнирах
| Турнир                       | 1997  | 1999  | 2000  | 2001          | 2002          | 2003          | 2004  | 2005          | 2006          | 2007          | 2008  | 2009          | 2010          | 2011          | 2012  | 2013          | 2014          | 2015          | 2016  | 2017  | 2018  | Итог   | В/П за карьеру |
| ---------------------------- | ----- | ----- | ----- | ------------- | ------------- | ------------- | ----- | ------------- | ------------- | ------------- | ----- | ------------- | ------------- | ------------- | ----- | ------------- | ------------- | ------------- | ----- | ----- | ----- | ------ | -------------- |
| Турниры Большого шлема       |       |       |       |               |               |               |       |               |               |               |       |               |               |               |       |               |               |               |       |       |       |        |                |
| Открытый чемпионат Австралии | -     | 1Р    | 1Р    | 1/2           | 2Р            | 1Р            | 2Р    | 3Р            | 3Р            | 1/4           | 1/4   | 2Р            | Ф             | 1/4           | 3Р    | 2Р            | 1/2           | 3Р            | -     | 2Р    | 1Р    | 0 / 19 | 35-19          |
| Открытый чемпионат Франции   | -     | -     | 1Р    | 1Р            | -             | 2Р            | 2Р    | 1/4           | 1Р            | 1/2           | Ф     | 1/2           | П             | 1/2           | 1/4   | 2Р            | 1/4           | 1/4           | 3Р    | 1/2   | -     | 1 / 17 | 44-16          |
| Уимблдонский турнир          | -     | 1Р    | 1Р    | 3Р            | 3Р            | 3Р            | Ф     | 1/4           | Ф             | 1/2           | П     | П             | 2Р            | 1/2           | 1Р    | 1/4           | 1/4           | 1/4           | 3Р    | -     | -     | 2 / 18 | 51-16          |
| Открытый чемпионат США       | К     | 3Р    | 3Р    | 3Р            | 3Р            | 1Р            | 2Р    | 1Р            | 1/4           | 2Р            | 3Р    | 1/4           | 3Р            | 3Р            | 1Р    | 2Р            | 3Р            | 1/4           | 1Р    | -     | -     | 0 / 18 | 28-18          |
| Итог                         | 0 / 1 | 0 / 3 | 0 / 4 | 0 / 4         | 0 / 3         | 0 / 4         | 0 / 4 | 0 / 4         | 0 / 4         | 0 / 4         | 1 / 4 | 1 / 4         | 1 / 4         | 0 / 4         | 0 / 4 | 0 / 4         | 0 / 4         | 0 / 4         | 0 / 3 | 0 / 2 | 0 / 1 | 3 / 72 |                |
| В/П в сезоне                 | 0-0   | 2-3   | 2-4   | 8-4           | 5-3           | 3-4           | 8-4   | 8-4           | 11-4          | 12-4          | 16-3  | 14-3          | 14-3          | 13-4          | 5-4   | 6-4           | 12-4          | 11-4          | 4-3   | 5-2   | 0-1   |        | 158-69         |
| Итоговые турниры             |       |       |       |               |               |               |       |               |               |               |       |               |               |               |       |               |               |               |       |       |       |        |                |
| Итоговый турнир ATP          | -     | -     | -     | -             | -             | -             | -     | Ф             | Группа        | -             | П     | Группа        | П             | Группа        | -     | -             | Группа        | Группа        | -     | -     | -     | 2 / 8  | 16-14          |
| Олимпийские игры             |       |       |       |               |               |               |       |               |               |               |       |               |               |               |       |               |               |               |       |       |       |        |                |
| Олимпиада                    | НП    | НП    | 1Р    | Не проводился | Не проводился | Не проводился | -     | Не проводился | Не проводился | Не проводился | 1Р    | Не проводился | Не проводился | Не проводился | 1/4   | Не проводился | Не проводился | Не проводился | 2Р    | НП    | НП    | 0 / 4  | 3-4            |

| Турнир                       | 1999          | 2000          | 2001          | 2002          | 2003          | 2004          | 2005          | 2006          | 2007          | 2008          | 2009          | 2010          | 2011          | 2012  | 2013          | 2014          | 2015          | 2016  | 2017  | Итог   | В/П за карьеру |
| ---------------------------- | ------------- | ------------- | ------------- | ------------- | ------------- | ------------- | ------------- | ------------- | ------------- | ------------- | ------------- | ------------- | ------------- | ----- | ------------- | ------------- | ------------- | ----- | ----- | ------ | -------------- |
| Турниры Большого шлема       |               |               |               |               |               |               |               |               |               |               |               |               |               |       |               |               |               |       |       |        |                |
| Открытый чемпионат Австралии | -             | -             | 1/4           | -             | -             | П             | 2Р            | 1Р            | 2Р            | П             | 1Р            | 1Р            | 1/2           | -     | 2Р            | 1Р            | 1Р            | -     | -     | 2 / 12 | 18-9           |
| Открытый чемпионат Франции   | -             | -             | 1Р            | -             | -             | 1/2           | 2Р            | П             | Ф             | Ф             | 1Р            | П             | Ф             | 2Р    | 1/4           | Ф             | 1Р            | 2Р    | -     | 2 / 14 | 34-11          |
| Уимблдонский турнир          | 2Р            | 1Р            | -             | 1Р            | 1/4           | -             | 3Р            | 1/4           | 1Р            | 2Р            | 2Р            | 3Р            | 3Р            | 1/2   | 1/2           | П             | 3Р            | 3Р    | 1Р    | 1 / 17 | 22-14          |
| Открытый чемпионат США       | -             | -             | 1Р            | -             | 1Р            | 1/4           | Ф             | 2Р            | 1Р            | 1/4           | 1/4           | 2Р            | 1Р            | 1Р    | 2Р            | 1Р            | 2Р            | 1/2   | 2Р    | 0 / 16 | 19-16          |
| Итог                         | 0 / 1         | 0 / 1         | 0 / 3         | 0 / 1         | 0 / 2         | 1 / 3         | 0 / 4         | 1 / 4         | 0 / 4         | 1 / 4         | 0 / 4         | 1 / 4         | 0 / 4         | 0 / 3 | 0 / 4         | 1 / 4         | 0 / 4         | 0 / 3 | 0 / 2 | 4 / 59 |                |
| В/П в сезоне                 | 1-0           | 0-1           | 2-2           | 0-1           | 2-2           | 10-2          | 7-3           | 8-3           | 5-4           | 10-3          | 2-4           | 8-3           | 8-3           | 4-3   | 7-4           | 9-3           | 3-4           | 6-3   | 1-2   |        | 93-50          |
| Олимпийские игры             |               |               |               |               |               |               |               |               |               |               |               |               |               |       |               |               |               |       |       |        |                |
| Олимпиада                    | Не проводился | Не проводился | Не проводился | Не проводился | Не проводился | Не проводился | Не проводился | Не проводился | Не проводился | Не проводился | Не проводился | Не проводился | Не проводился | 1Р    | Не проводился | Не проводился | Не проводился | -     | НП    | 0 / 1  | 0-1            |